# Pietro Genga
Pietro Genga (Taranto, 9 gennaio 1971) è un ex tiratore a volo italiano, dal 2001 allenatore della squadra finlandese di tiro a volo.
Dal 2009 al 2012 è stato allenatore della squadra olimpica danese, ottenendo la medaglia d'argento alle Olimpiadi di Londra 2012 con il tiratore Anders Golding. L'altro tiratore danese Hansen Jesper diventa campione del mondo nel 2013 a Lima in Perù.  Dal 2013 al 2016 allenatore della nazionale cipriota e di nuovo con la squadra danese nel 2017 e 2018 vincendo 1 titolo europeo individuale. Dal 2021 con la nazionale finlandese ha conquistato 2 posti per le Olimpiadi di Tokyo 2021, dopo 16 anni di assenza, raggiungendo la finale e piazzando al 4ºposto il tiratore Eetu Kallioinen.

## Palmarès
Campionati mondiali
- 2 medaglie:
  - 2 oro (skeet a Tampere 1999).

Campionati mondiali juniores
- 2 medaglie:
  - 2 oro (skeet a Perth 1991).

Campionati europei
- 2 medaglie:
  - 2 oro (skeet a Campionati europei di tiro 2000 individuale e a squadre Montecatini 2000).

Campionati europei juniores
- 2 medaglie:
  - 2 oro (skeet a Bologna 1991).

2 oro (skeet) coppa del mondo 1995 1996 in Perù- Lima